# Wladislaus Johann Willibald Alfred Wyszomirski
Wladislaus Johann Willibald Alfred Wyszomirski (* 2. Juli 1846 in Königsberg; † 17. Oktober 1919) war ein deutscher Reichsgerichtsrat.

## Leben
Er wurde promoviert. 1867 wurde er auf den preußischen Landesherrn vereidigt. Er war Tribunalsreferendar in Königsberg. 1872 wurde er Landrichter, 1888 Landgerichtsrat. 1889 ernannte man ihn zum Landgerichtsdirektor. 1897 beförderte man ihn zum Landgerichtspräsidenten. 1899 kam er aus Beuthen an das Reichsgericht.  Er war im III. Strafsenat tätig. Er trat am 1. Mai 1904 in den Ruhestand.

## Schriften
- „Ueber die Vollziehung eines Arrestes vor erfolgter Zustellung des Arrestbefehls nach § 809 Abs. 3 C.P.O. (Ges. v. 30. April 1886.)“, Beiträge zur Erläuterung des deutschen Rechts, Jahrgang 32 = 4. Folge Jahrgang 2 (1888), S. 769
- „Noch ein Wort zu der Frage: Kann ein Rechtsanwalt, welcher in dem durch § 199 StPO geordneten Verfahren zum Verteidiger bestellt oder gewählt ist, die Gebühr nach § 67 GebO. für Rechtsanwälte für Verteidigung im Vorverfahren beanspruchen?“ Goltdammer’s Archiv für Strafrecht, Band 35 (1914), S. 245
- „Sind im § 137 des StrGB. unter „Sachen“ auch Forderungen zu verstehen?“ Goltdammer’s Archiv für Strafrecht, Band 36 (1915), S. 1